# 路易斯·希门内斯·阿兰达
路易斯·希门内斯·阿兰达（西班牙語：Luis Jiménez Aranda，1845年6月21日—1928年3月1日）是西班牙塞维利亚画家。与何塞·希门内斯·阿兰达是亲兄弟关系。

## 生平
1845年6月21日出生于塞维利亚。早年在塞维利亚匈牙利圣伊莎贝尔皇家美术学院跟随画家爱德华多·卡诺的指导下学习绘画。1867年前往罗马学习，1876年定居在巴黎附近的蓬图瓦兹。1889年巴黎世界博览会期间，以画作“领导视察医院病房”摘得金奖。1928年3月1日在蓬图瓦兹逝世。

## 画集

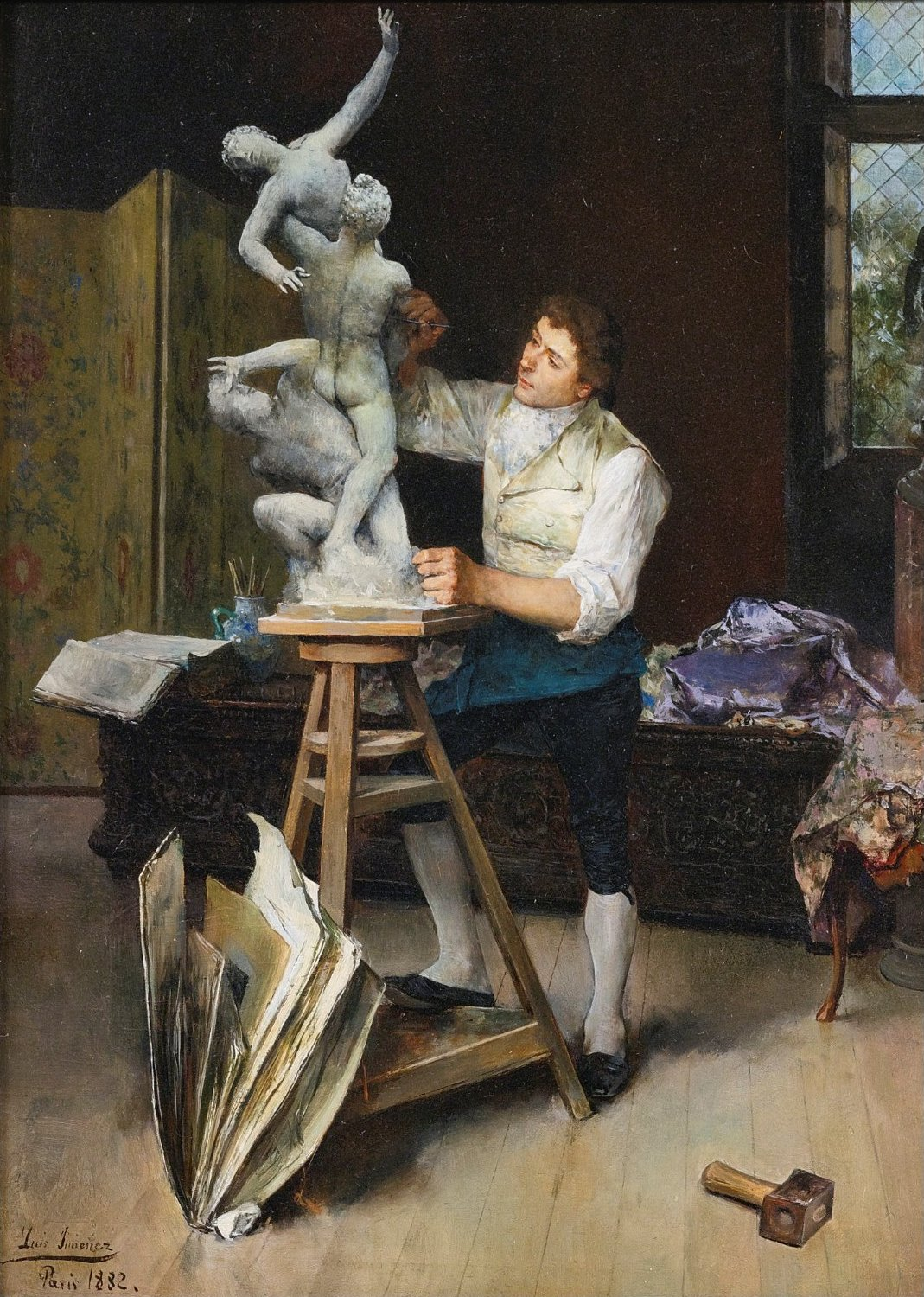
雕塑家，1882年
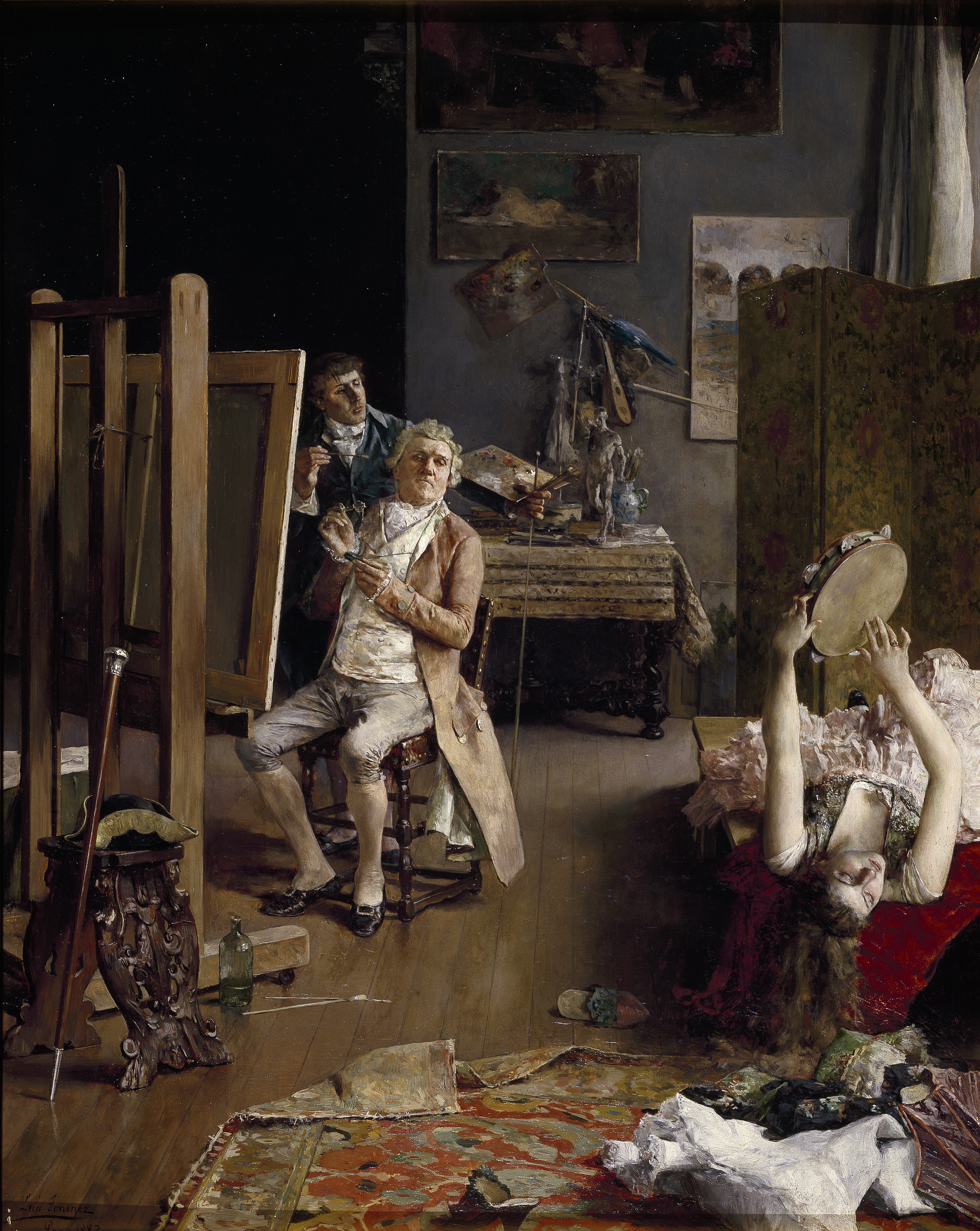
画家的工作室，1882年
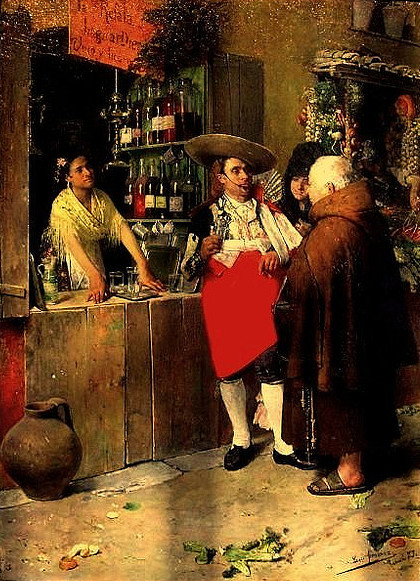
安达卢西亚酒馆，1873年
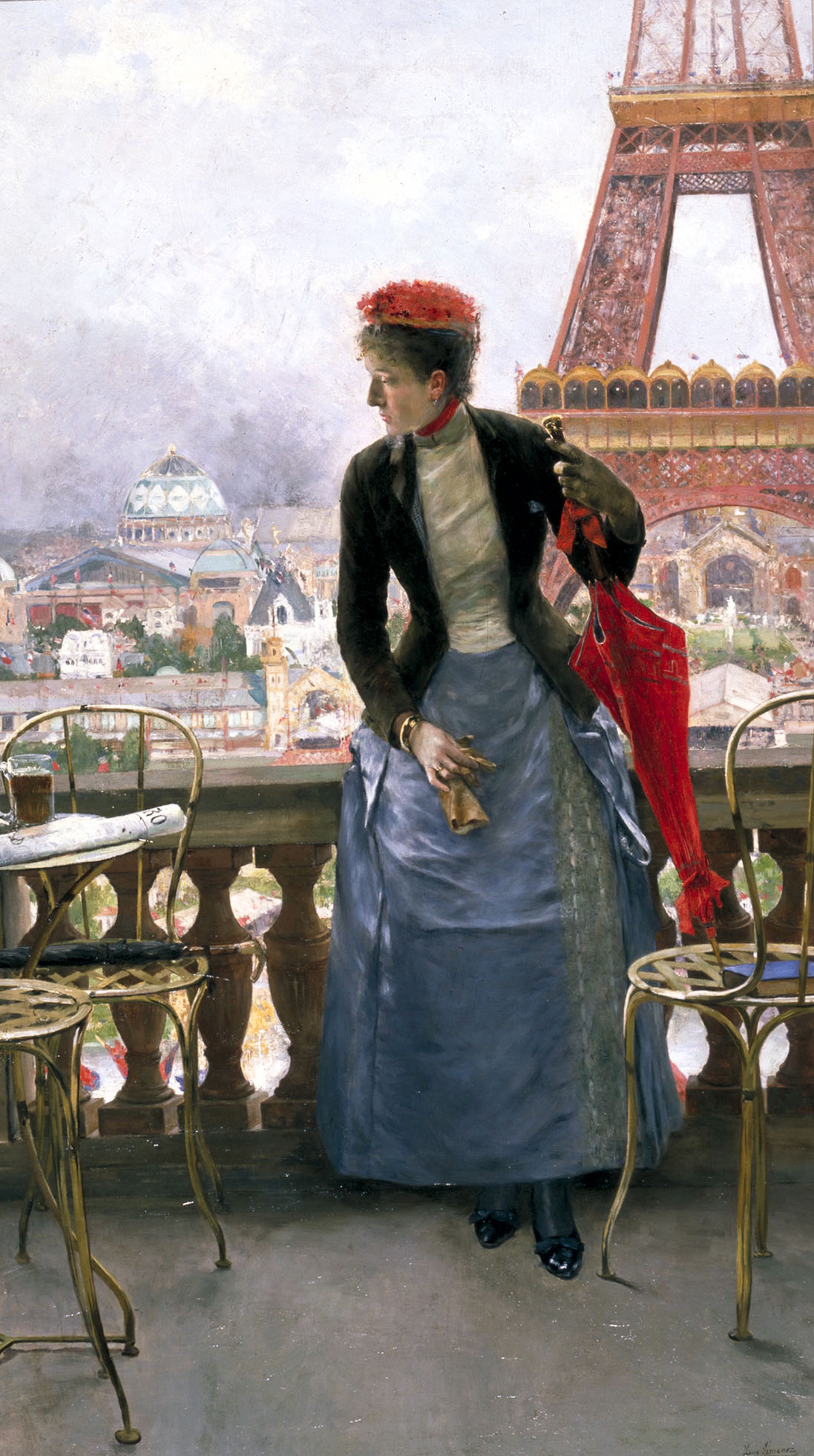
巴黎世界博览会的一位女士，1889年
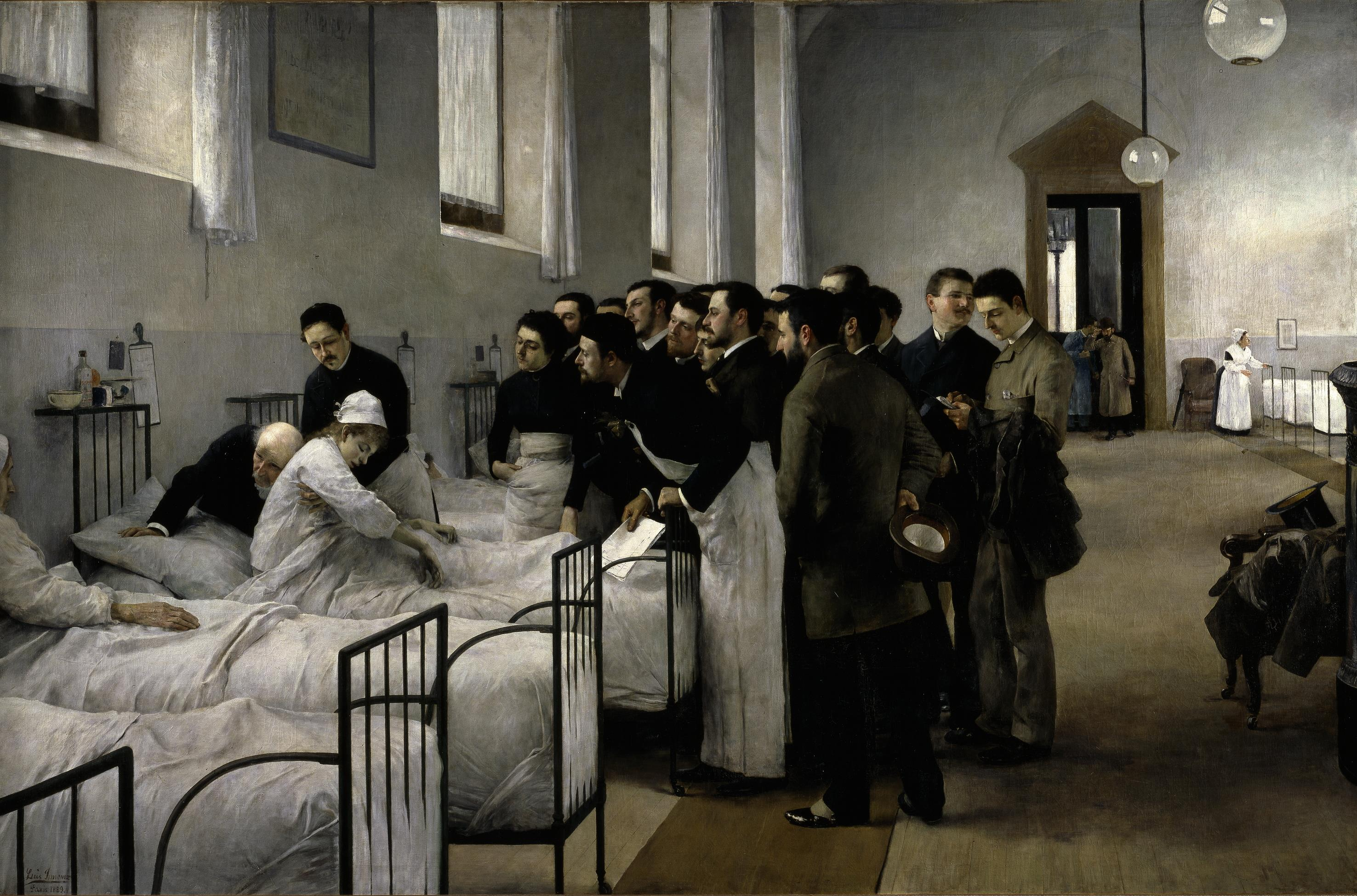
领导视察医院病房，1889年